# 独孤王后
独孤王后（6世紀—558年5月14日），河南郡洛阳县（今河南省洛阳市东）人，太保、卫国公独孤信长女，母郭氏，周明帝宇文毓的夫人，隋朝皇后獨孤伽羅和唐朝元貞皇后的姐姐。

## 生平
宇文毓二年正月癸丑（558年2月22日），独孤氏被册立为王后。当年四月甲戌（558年5月14日），独孤氏去世，四月甲申（558年5月24日）葬于昭陵。武成初年，独孤氏被追尊为皇后。周明帝死后，与独孤皇后合葬。
《周书·明帝纪》记载明帝在独孤王后去世前三天曾减免天下刑罚，与《后周明帝诞皇太子恩降诏》相符。但史书记载的明帝三子皆为庶出，也无记载明帝曾立皇太子，此子可能早夭。
胡胜源《反宇文护联盟的集结与离析》认为宇文毓登基不久独孤王后就去世，虽无被害的证据，但可能是权臣宇文护所害。

## 延伸阅读
[在维基数据编辑]
 《周書/卷09》，出自令狐德棻《周書》
 《北史·卷014》，出自李延壽《北史》

## 藝術形象
- 2018年电视剧《独孤天下》安以軒饰獨孤般若
- 2019年電視劇《獨孤皇后》齊千郡飾明敬皇后獨孤氏

| 前任： 元胡摩 | 北周王后 558年 | 繼任： 阿史那皇后 |